# Hanns Ludin
Hanns Elard Ludin, född 10 juni 1905 i Freiburg im Breisgau, död 9 december 1947 i Bratislava, var en tysk nazistisk politiker och SA-Obergruppenführer. Han var Tysklands ambassadör i Slovakiska republiken från 1941 till 1945.

## Biografi
Ludin övertalade den slovakiska regeringen att låta deportera de slovakiska judarna till de nazistiska förintelselägren. Tillsammans med bland andra Dieter Wisliceny och Hermann Höfle var Ludin ansvarig för omkring 60 000 judars död. Efter andra världskriget utlämnades Ludin till Tjeckoslovakien och dömdes till döden som krigsförbrytare. Han hängdes i december 1947.
Hanns Ludin och hustrun Erla (1905–1997) hade sex barn. Sonen Malte Ludin (född 1942) har regisserat dramadokumentären 2 oder 3 Dinge, die ich von ihm weiß (2005) om sin far.